# バイ マイ タウン
『バイ マイ タウン』は、日本のロックバンド、HOW MERRY MARRYのメジャー・デビュー・ミニ・アルバム。

## 解説
初回仕様盤は「ソウルイーター」描き下ろしワイドキャップステッカー付。

## 収録曲
1. バイ マイ タウン（5:04）[1]
ミュージック・ビデオも制作される。
2. 少年（4:06）[1]
3. サヨナラレター（4:45）[1]
4. ノーザンライツ（3:36）[1]
ソウルイーターリピートショーのEDテーマ。
5. みのり（5:44）[1]

全作詞・作曲：工藤圭一
編曲：松岡モトキ・HOW MERRY MARRY（1）高間有一・幸克哉・HOW MERRY MARRY（2,5）藤井理央・HOW MERRY MARRY（3）石崎光・HOW MERRY MARRY（4）